# Igarapava
Igarapava is een gemeente in de Braziliaanse deelstaat São Paulo. De gemeente telt 28.230 inwoners (schatting 2009). De plaats ligt vlak bij de rivier de Rio Grande.

## Verkeer en vervoer
De plaats ligt aan de radiale snelweg BR-050 tussen Brasilia en Santos. Daarnaast ligt ze aan de weg SP-330.